# Buxbaumia javanica
Buxbaumia javanica är en bladmossart som beskrevs av C. Müller 1848. Buxbaumia javanica ingår i släktet sköldmossor, och familjen Buxbaumiaceae. Inga underarter finns listade i Catalogue of Life.